# Allan Melvin
Allan Melvin né le 18 février 1923 à Kansas City, Missouri (États-Unis) et mort le 18 janvier 2008, est un acteur américain.

## Filmographie
- 1955 : The Phil Silvers Show (série télévisée) : Cpl. Steve Henshaw
- 1959 : Keep in Step (télévision) : Cpl Steve Henshaw
- 1962 : Home Sweet Swampy : Sgt. Snorkle
- 1962 : Psychological Testing : Sgt. Snorkle
- 1962 : Et Tu Otto : Sgt. Snorkle
- 1963 : Beetle Bailey and His Friends (série télévisée) : Sgt. Snorkle (voix)
- 1964 : Magilla le gorille (Magilla Gorilla) (série télévisée) : Magilla Gorilla, Punkin Puss (voix)
- 1965 : Sans Secret, l'écureuil agent secret (Secret Squirrel) (série télévisée) : voix additionnelles
- 1964 : Gomer Pyle, U.S.M.C. (série télévisée) : Sgt. Charley Hacker (1965-1969)
- 1966 : Alice in Wonderland or What's a Nice Kid Like You Doing in a Place Like This? (télévision) : Alice's Father / Humphrey Dumpty
- 1967 : We'll Take Manhattan (en) (télévision) : Eagle Eye
- 1968 : Il y a un homme dans le lit de maman (With Six You Get Eggroll) d'Howard Morris : Desk Sergeant
- 1968 : Banana Split (série télévisée) : Drooper (voix)
- 1968 : The Adventures of Gulliver (série télévisée) : Bunko (voix)
- 1969 : The Cattanooga Cats (série télévisée) : Bumbler / Bristle Hound (voix)
- 1970 : Pufnstuf : H. R. Pufnstuf / Polkadotted Horse / Stupid Bat / West Wind (voix)
- 1972 : Man in the Middle d'Herbert Kenwith (téléfilm)
- 1973 : Yogi's Gang (série télévisée) : Magilla Gorilla (voix)
- 1974 : Mesa Trouble (voix)
- 1974 : These Are the Days (série télévisée) (voix)
- 1974 : Hong Kong Fou Fou (Hong Kong Phooey) (série télévisée) (voix)
- 1975 : The Secret Lives of Waldo Kitty (série télévisée) : Tyrone
- 1975 : Uncle Croc's Block (série télévisée) : Wacky / Packy (voix)
- 1975 : The Tiny Tree (télévision) : Hawk (voix)
- 1976 : The Scooby-Doo/Dynomutt Hour (série télévisée) : Superthug (ep 14) (voix)
- 1977 : Fred Flintstone and Friends (série télévisée) (voix)
- 1977 : The C.B. Bears (série télévisée) : Various (voix)
- 1978 : Dynomutt, Dog Wonder (série télévisée) : Superthug (voix)
- 1979 : The Popeye Valentine Special (télévision) (voix)
- 1979 : The Puppy's Great Adventure (télévision) (voix)
- 1979 : Les Nouvelles Aventures de Flash Gordon (série télévisée) : Thun / King Vultan (voix)
- 1981 : Spider-Man and His Amazing Friends (série télévisée) : voix additionnelles
- 1981 : Les Schtroumpfs (The Smurfs) (série télévisée) : voix additionnelles
- 1981 : The Kwicky Koala Show (série télévisée) (voix)
- 1984 : Le Défi des gobots (Challenge of the GoBots) (série télévisée) : voix additionnelles
- 1987 : Popeye, Olive et Mimosa (série télévisée) : Bluto / Wimpy (voix)
- 1990 : Super Baloo (TaleSpin) (série télévisée) : Warden Slammer (voix)
- 1990 : Wake, Rattle & Roll (série télévisée) : Magilla Gorilla and Punkin Puss (voix)
- 1994 : Scooby-Doo in Arabian Nights (télévision) : Sinbad / Magilla Gorilla (voix)